# Bisdom Varanasi
Het bisdom Varanasi (Latijn: Dioecesis Varanasiensis) is een rooms-katholiek bisdom met als zetel Benares (of Varanasi), in India. Het bisdom is suffragaan aan het aartsbisdom Agra. 

## Geschiedenis
Het bisdom werd opgericht op 11 juli 1946, als de apostolische prefectuur Gorakhpur, uit delen van het bisdom Allahabad. Op 17 september 1958 werd het hernoemd naar apostolische prefectuur Benares-Gorakhpur. Op 5 juni 1970 werd het verheven tot bisdom met de naam bisdom Banaras. Op 14 mei 1971 veranderde het van naam naar bisdom Varanasi. 

## Parochies
Het bisdom had in 2020 een oppervlakte van 21.296 km2 en telde 25.659.300 inwoners waarvan 0,1% rooms-katholiek was.

## Ordinarii

### Prefecten
- Jérôme Malenfant (6 juni 1947 - 1970)

### Bisschoppen
- Patrick Paul D’Souza (5 juni 1970 - 24 februari 2007)
- Raphy Manjaly (24 februari 2007 - 17 oktober 2013)
- Eugene Joseph (30 mei 2015 - heden; administrator sinds december 2013)

Agra (aartsbisdom) · Ajmer · Allahabad · Bareilly · Bijnor (Syro-Malabar) · Gorakhpur (Syro-Malabar) · Jaipur · Jhansi · Lucknow · Meerut · Udaipur · Varanasi